# كالوم واتسون
كالوم واتسون (بالإنجليزية: Callum Watson)‏ هو ملحن أسترالي، ولد في 2 أبريل 1997.

## وصلات خارجية
- كالوم واتسون على موقع IMDb (الإنجليزية)
- كالوم واتسون على موقع ميوزك برينز (الإنجليزية)